# Національна бібліотека Неаполя
40°50′10″ пн. ш. 14°14′58″ сх. д. / 40.83619° пн. ш. 14.24956° сх. д.
Національна бібліотека Неаполя (італ. Biblioteca nazionale di Napoli) — одна з національних бібліотек Італії. Була заснована 1804 року. Носить ім'я короля Італії Віктора Еммануїла III. Розташована у Королівському палаці в Неаполі.

## Передісторія
Основою фондів Національної бібліотеки Неаполя є книги з колекції Фарнезе, зібраної кардиналом Алессандро Фарнезе, який пізніше став папою римським Павлом III. Колекція Фарнезе окрім книг виключає також чимало творів мистецтва. Фарнезе почав збирати книги приблизно в 1493 році, а 1495 року почав будівництво палаццо Фарнезе, в якому і була розміщена його колекція книг.
У XVI столітті бібліотекарем був дослідник, колекціонер та антиквар Фульвіо Орсіні.
Бібліотека не постраждала при розграбуванні Рима в 1527 році, але зазнала збитків внаслідок двох пожеж на початку XVII століття. Також вона постраждала, коли родина Фарнезе приймала в гостях шведську королеву Крістіну, та відмовилася платити своїм слугам, а ті пограбували Фарнезе.
У 1653 році Фарнезе стали герцогами Парми, тож книги переїхали до Парми і були переплетені шкірою з золотими ліліями на задній обкладинці.
1731 року помер Антоніо, останній представник роду Фарнезе, і герцогство Парми перейшло до Карла, іспанського принца та короля Неаполя. Бібліотека Фарнезе переїхала до Неаполя, де розташувалася в палаці Каподімонте. Карл планував перемістити книги в Палац досліджень (сучасний Національний археологічний музей Неаполя) і відкрити там громадську бібліотеку, проте в 1759 році його батько, король Іспанії Фердинанд VI, помер і принц Карл вирушив до Іспанії, аби посісти там на трон.

## Історія
У 1799 році французькі війська повалили монархію, і на місці Неаполітанського королівства на короткий час проголошено Партенопейську республіку, створену за зразком Французької республіки, а потім — Королівство обох Сицилій, маріонеткову державу Франції. Були конфісковані церковні книжкові збірки, зокрема й цінні фонди августинської церкви Сан-Джованні-а-Карбонара.
13 січня 1804 була офіційно відкрита Королівська бібліотека Неаполя (італ. Reale Biblioteca di Napoli), розташована у тому ж Палаці досліджень, де й планувалося принцом Карлом. Тоді ж почалася публікація каталогу видань, що зберігаються в бібліотеці.
У 1806 році родич Наполеона Йоахім Мюрат став неаполітанським королем, а конфіскації церковної власності продовжилися, зокрема картезіанського монастиря Чертоза-ді-Падула. Мюрат також придбав повну колекцію книг видавця Джамбаттісти Бодоні та бібліотеку маркіза Франческо Антоніо Такконе (італ. Francesco Antonio Taccone).
У 1815 році, після реставрації Бурбонів та повернення короля Неаполя Фердинанда I бібліотека була перейменована на Королівську Бурбонську бібліотеку (італ. Reale Biblioteca Borbonica).
У 1818 король Фердинанд придбав для бібліотеки колекцію інкунабул у економіста Мелькіоре Дельфіко.
У 1860 році, під час Рісорджіменто, волонтерські війська Джузеппе Гарібальді та армія Сардинського королівства завоювали Неаполітанське королівство. Бібліотека була перейменована на Національну бібліотеку Неаполя, а управління бібліотекою передали філософу Віто Форнарі, який завідував нею до своєї смерті в 1900 році. Закриття монастирів продовжилося, були також конфісковані Королівська бібліотека та особиста бібліотека королеви.
У 1882 році Антоніо Рав'єрі передав для бібліотеки зібрання рукописів і листування свого друга, поета Джакомо Леопарді. У 1888 році граф Едуардо Луккезі Паллі (італ. Eduardo Lucchesi Palli) подарував бібліотеці 61 тисячу томів і 1500 автографів, в основному з історії театру.
Також до бібліотеки приєднали Офіс Геркуланумських папірусів (італ. Officina dei Papiri Ercolanesi), тож до фондів додалися 1816 Геркуланумських папірусів, з яких на 1999 рік 196 штук розкручено, а 185 штук — частково розкручено.
У 1923 році король Італії Віктор Еммануїл III передав державі Королівський палац у Неаполі і до 1927 року туди переїхала вся бібліотека. 17 травня 1927 відбулося відкриття бібліотеки в новому приміщенні, яка отримала ім'я Віктора Еммануїла III.
До фондів Національної бібліотеки також додалися книги з Бібліотеки Бранкаччана (італ. Biblioteca Brancacciana), найстарішої публічної бібліотеки Неаполя, та Бібліотеки Провінчале (італ. Biblioteca Provinciale), колекції з 20 тисяч томів на наукові теми, географічних мап та подорожніх нотаток.
Під час Другої світової війни існувала загроза бомбардування, саме тому книги перемістили в глиб міста і вони не постраждали, коли 1943 року в будівлю Королівського палацу справді влучила бомба.
У 1947 році герцогиня Єлена Орлеанська передала бібліотеці свої колекції У 1957 році один із залів був названий на честь філософа Бенедетто Кроче, чиї праці зберігаються в бібліотеці. У 1980 році бібліотеці завдано невеликої шкоди внаслідок землетрусу в Ірпінії.